# Клэпем Роверс
«Клэ́пем Ро́верс» (англ. Clapham Rovers) — название английских спортивных команд по футболу и регби. Спортивный клуб был основан в 1869 году. В 1880 году футбольный клуб выиграл Кубок Англии. 
Клуб был расформирован после 1911 года.

## История
Клуб был основан 10 августа 1869 года на встрече, организованной У. И. Роулинсоном (W. E. Rawlinson), который был избран его почётным секретарём. На этой первой встрече было решено, что клуб будет выступать по правилам обеих ассоциаций, футбольной и регбийной, одну неделю проводя футбольные матчи, а на следующей неделе — регбийные. В связи с этим «Клэпем Роверс» получил прозвище «Гибридный клуб» (англ. Hybrid Club). Первый футбольный матч клуба прошёл 25 сентября 1869 года, в котором «Клэпем Роверс» сыграл против «Уондерерс», на тот момент бывший одним из сильнейших футбольных команд. Несмотря на статус соперника, «Роверс» обыграл «Уондерерс» со счётом 1:0. В регбийных матчах «Клэпем» также был успешен. К январю 1870 года команда стабильно проводила 4 матча в месяц каждую субботу (2 футбольных и 2 регбийных), к концу 1870 года проиграв только 2 матча (1 регбийный и 1 футбольный, против «Марлборо Номадс» и против футбольной сборной Чартерхауса соответственно).
«Клэпем Роверс» стал одной из 15 команд, сыгравших в самом первом Кубке Англии в сезоне 1871/72. Первый гол в истории Кубка Англии был забит игроком «Клэпем Роверс» Джарвисом Кенриком в матче против «Аптон Парк» 11 ноября 1871 года.

### Футбол
Наивысшим футбольным достижением клуба является победа в Кубке Англии в сезоне 1879/80, когда «Клэпем Роверс» в финале обыграл «Оксфорд Юниверсити» на стадионе «Кеннингтон Овал».
В предшествовавшем сезоне команда также вышла в финал Кубка Англии, однако уступила в нём клубу «Олд Итонианс». В том финале игрок «Клэпема» Джеймс Принсеп (James Prinsep) установил рекорд как самый юный игрок в финалах Кубка Англии, на тот момент ему было 17 лет и 245 дней. Рекорд продержался более века и был побит только в финале Кубка Англии 2004 года игроком «Миллуолла» Кертисом Уэстоном.
В 1877 году «Клэпем Роверс» стал одним из 10 клубов-основателей Футбольной ассоциации графства Суррей (Surrey County Football Association)

### Регби
С 1870 по 1881 год «Клэпем Роверс» сыграл 151 регбийный матч, выиграв 80 (53 %), сыграв вничью 41 и проиграв 30 игру. В 1870-е годы в команде выступало четверо игроков национальной сборной: Рег Беркетт (капитан), его брат Л. Беркетт, а также два брата с фамилией Брайден.
26 января 1871 года 32 человека, представлявших 21 клуб из Лондона и его окрестностей и придерживающихся правил школы Рагби собрались в ресторане Pall Mall на Риджент-стрит. И. Холмс, капитан клуба «Ричмонд», возложил на себя президентские полномочия. На собрании было принято решение о создании регбийного футбольного сообщества, после чего был образован Регбийный союз. Тогда же были утверждены должности президента, секретаря и казначея союза, а также комитета из 13 человек, которому было поручено разработать правила игры в регби на основании кодекса, используемого в школе Рагби. Р. Беркетт, представлявший «Клэпем Роверс», вошёл в число 13 членов этого комитета.

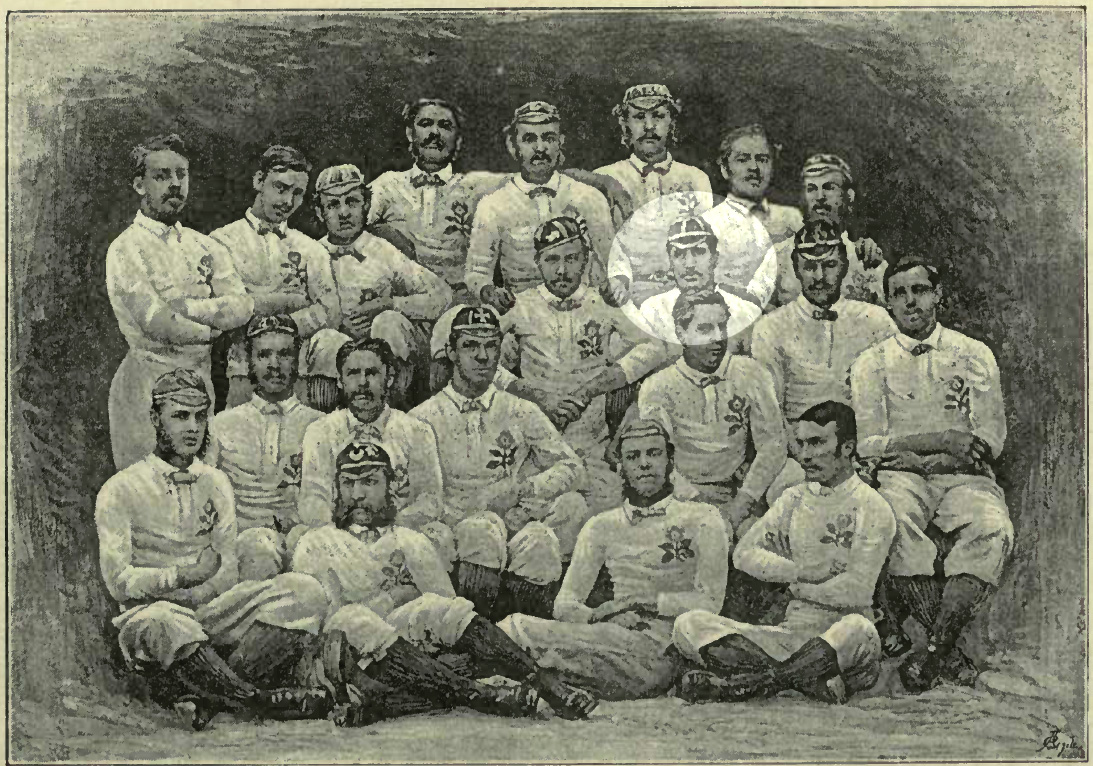
Состав сборной Англии по регби 1871 года. Рег Беркетт из «Клэпем Роверс» выделен

Первый международный регбийный матч прошёл в 1871 году. В нём сыграли сборные Англии и Шотландии. За Англию в том матче сыграл Рег Беркетт, он же забил в первой попытке англичан.
21 октября 1871 года «Клэпем Роверс» сыграл против «Ричмонда», одной из сильнейших регбийных команд того времени, и одержал победу. К концу сезона 1870/71 клуб переехал с поля на Клэпем Коммонс на поле в Бэлем (Balham), где выступал до 1876 года, после чего вновь переехал на Уонзуэрт (Wandsworth), где выступал, как минимум, до 1892 года.

### Ликвидация клуба
Точная дата ликвидации клуба неизвестна, однако в Кубке Англии по футболу «Клэпем Роверс» последний раз был заявлен в сезоне 1885/86, но тогда команда была дисквалифицирована, не сыграв ни одного матча. Возможно, самый успешный игрок клуба, Норман Бейли, на момент своего последнего 19-го матча за национальную футбольную сборную Англии 19 марта 1887 года ещё числился игроком «Клэпем Роверс». В 1892 году команда ещё выступала на стадионе в Уонзуэрте. В субботу, 1 января 1898 года, в газете The Times появилась заметка о том, что «Олд Картузианс» сыграет против «Клэпем Роверс» на стадионе «Кристал Пэлас».
Вероятно, клуб существовал примерно до начала Первой мировой войны. Последняя заметка о «Клэпем Роверс» датируется 1911 годом, когда в газете The Sportsman упоминается ежегодный ужин, устраиваемый клубом.

## Достижения
- Кубок Англии
  - Победитель: 1880
  - Финалист: 1879

## Современный клуб
С 1996 года в Англии выступает клуб воскресной лиги под названием «Клэпем Роверс» (Clapham Rovers), причём на логотипе нового клуба написано «Победители Кубка Англии 1880 года» (FA Cup winners 1880).